# Мицлер, Лоренц Кристоф
Лоренц Кристоф Мицлер (нем. Lorenz Christoph Mizler; 26 июля 1711, Хайденхайм-на-Бренце — 8 мая 1778, Варшава) — немецкий и польский медик, издатель и музыковед.

## Биография
В 1731—1734 годах изучал теологию в Лейпцигском университете, где его основными учителями были Готшед, Геснер и Христиан фон Вольф. К этому же времени, как считается, относится личное знакомство Мицлера с Иоганном Себастьяном Бахом. После годичного курса медицины в Виттенбергском университете Мицлер вернулся в Лейпциг и некоторое время занимался преимущественно музыковедением. В 1736 году он начал издавать ежемесячный журнал «Музыкальная библиотека» (нем. Neu eröffnete musikalische Bibliothek), выходивший до 1754 года, а в 1738 г. учредил Общество музыкальных наук (нем. Korrespondierenden Sozietät der Musicalischen Wissenschaften), членами которого стали, в частности, Бах, Гендель, Телеман, один из изобретателей фортепиано Кристоф Готлиб Шрётер, крупный теоретик музыки Г. А. Зорге и другие музыканты. Задачей Общества было поощрение переписки его членов по вопросам музыкальной теории, многие корреспонденции Мицлер в дальнейшем помещал в журнале. Сам Мицлер, помимо прочего, перевёл с латыни на немецкий знаменитый учебник по контрапункту Gradus ad Parnassum Иоганна Йозефа Фукса.
Одновременно Мицлер защитил в 1747 г. докторскую диссертацию по медицине в Эрфуртском университете, а в 1752 г. занял должность придворного врача в Варшаве. В 1753—1755 гг. издавал журнал «Warschauer Bibliothek», затем в 1755—1763 гг. журнал «Acta litteraria Regni Poloniae et Magni Ducatus Lithuaniae» — эти издания стали заметными явлениями польского Просвещения, среди их авторов был, в частности, Станислав Конарский, поддержку журналам оказывал Юзеф Анджей Залуский.